# 解放领土

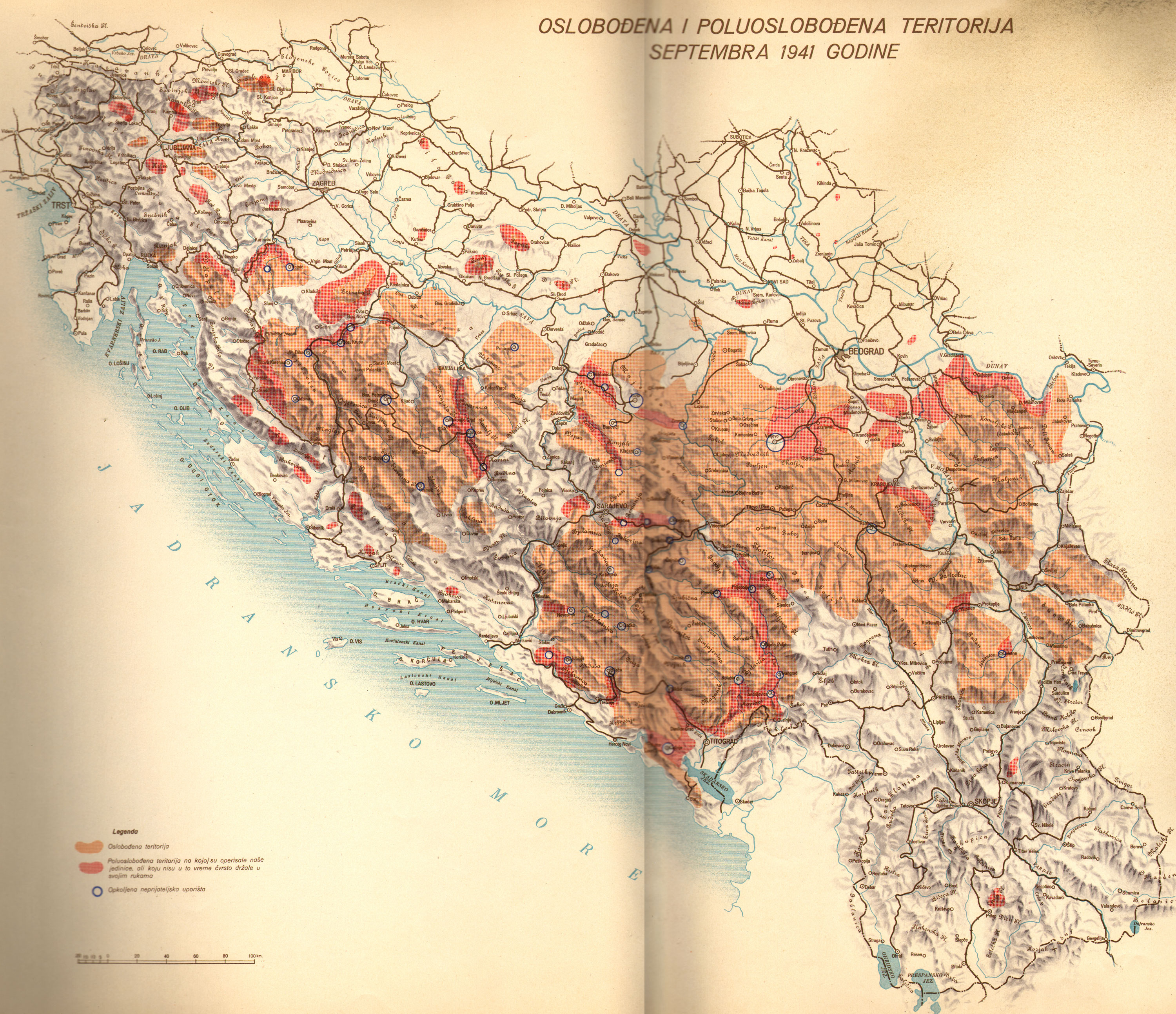
1941年9月南斯拉夫起义期间的解放区和半解放区

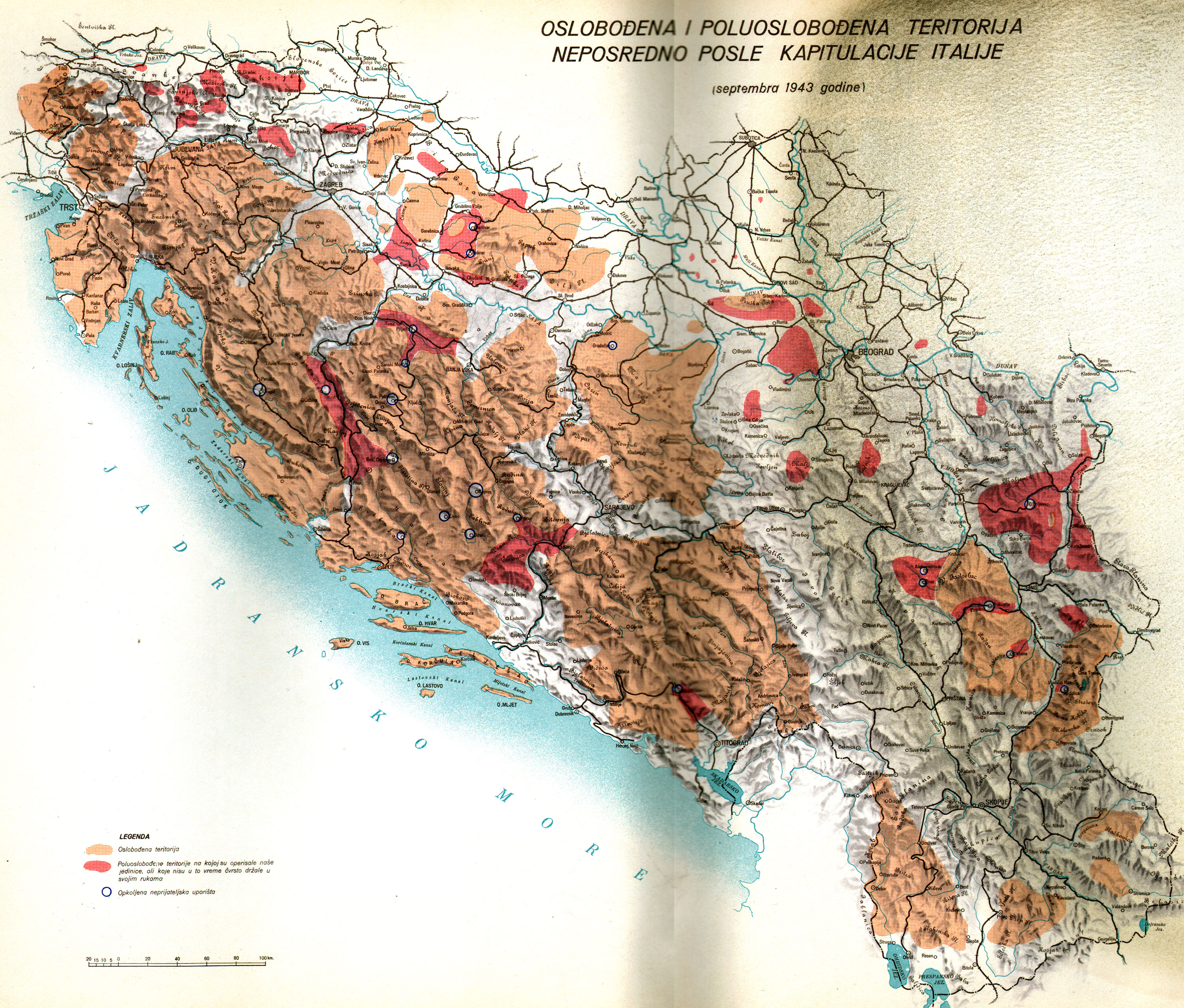
1943年9月意大利投降后不久的解放区和半解放区

解放领土，又称游击共和国（partizanske republike），是指1941年—1945年第二次世界大战期间，由人民解放运动控制的南斯拉夫解放区。这些地区驻有南斯拉夫人民解放军和游击队的部队，并由人民政权（如人民解放委员会和其他组织）进行管理。此外，在解放领土里，还活跃着南斯拉夫共产党、南斯拉夫共产主义青年联盟、南斯拉夫统一反法西斯青年联盟、妇女反法西斯阵线等组织。

## 著名的解放领土
- 德瓦尔共和国（1941年7月27日—9月25日）
- 乌日策共和国（1941年7月28日—12月1日）
- 杜米托尔游击共和国（1941年8月—1942年8月）
- 福查共和国（1942年1月20日—5月10日）
- 比哈奇共和国（1942年11月4日—1943年1月29日）